# ツノマタタケ
ツノマタタケ（角又茸・角叉茸、学名: Dacryopinax spathularia）は、アカキクラゲ科ツノマタタケ属の小型のキノコで、膠質菌の一種である。色は橙色で、食用キノコである。
バシオニム（基礎異名）は、Merulius spathulariusである。

## 生息地と分布
温帯から熱帯域にかけて、汎世界的に分布。アジアに広く分布し、ハワイ、ヨーロッパ、南アメリカでも見られる。
褐色腐朽菌。主に夏から秋にかけて、林の中、道端、庭先などで、主に針葉樹の枯れ木や枯れ枝、腐った倒木や建築材に発生する。しばしば、散策路の木製手すりや階段、木道、木製ベンチの割れ目に沿って発生することもあり、ポリエステルの絨毯の上で生育していたという記録もある。

## 特徴
ツノマタタケの子実体は、短い柄がついたヘラ形から扇形で先端に切れ込みが入り、水かき状に広がることもあり、通常高さ4 - 20ミリメートル (mm) 、径2 - 7 mmである。山岳地帯では、しばしば大形になり、形や色にも変化が見られる。新鮮な時は黄色から橙色であるが、乾燥すると橙赤色に暗くなる。ゼラチン状で軟骨状の膠質で、多少ぬめりがあり、片面に目立たない子実層がある。子実体は乾燥すると片面は白くなり、縮んで硬くなる。
キノコを構成する菌糸は一菌糸型で、菌糸隔壁にクランプを欠く。胞子紋は帯黄色である。担子胞子は表面が滑らかな楕円体で、しばしば2細胞性、非アミロイド性、透明なガラス質であり、大きさは9 - 13.5 × 3.5 - 7.5マイクロメートル (μm) である。25 - 35 × 3 - 5 μmの大きさで、4つの胞子からなる分岐した担子器を持つ。担子器は1室、上部はY字形、アカゲキクラゲ科に特有に見られる。